# Fedor Stepun
Fedor Stepun (russisch Фёдор Августович Степун, wissenschaftliche Transliteration Fëdor Avgustovič Stepun; deutsch eigentlich Friedrich Steppuhn; * 19. Februar 1884 in Moskau, Russisches Kaiserreich; † 23. Februar 1965 in München) war ein russisch-deutscher Literat, Soziologe, Philosoph und Politiker.

## Leben
Die Familie Stepuns war deutscher und litauischer Herkunft. Fedor Stepun verlebte seine Kindheit auf dem Landgut seines Vaters, der Direktor einer Papierfabrik war. 1900 machte er einen, dem Abitur vergleichbaren, Abschluss an der Technischen Hochschule St. Michael in Moskau. 1901 trat er bei einer Artillerie-Division in den Militärdienst ein. Danach ging er zum Studium nach Deutschland, absolvierte aber 1904 noch eine weitere militärische Ausbildung in Russland.
Stepun studierte zunächst Philosophie in Heidelberg und schrieb seine Dissertation im Jahre 1910 bei Wilhelm Windelband. Mit Max Weber und Georg Simmel gründete er die Zeitschrift Logos, die gleichzeitig in Petersburg und in Tübingen erschien.
Nach seiner Rückkehr und einer weiteren militärischen Ausbildung (1911) nahm Stepun ab 1914 als Offizier am Ersten Weltkrieg teil. Erst zu diesem Zeitpunkt nahm er die russische Staatsbürgerschaft an. 1917 betätigte er sich nach der Februarrevolution im Arbeiter- und Soldatenrat.
Nach der Oktoberrevolution wurde er nach einer Haft 1922 ausgewiesen, da er in der Regierung der Februarrevolution unter Alexander Fjodorowitsch Kerenski tätig gewesen war und als Gegner der Bolschewiki galt. Er befand sich bei der Ausweisung zusammen mit den ebenfalls Zwangsausgesiedelten Nikolai Alexandrowitsch Berdjajew, Sergei Nikolajewitsch Bulgakow und Iwan Alexandrowitsch Iljin auf dem sogenannten Philosophenschiff.
Stepun war dann ab 1926 als Professor für Soziologie an der Technischen Hochschule Dresden tätig, bis er 1937 von den Nationalsozialisten aus dem Staatsdienst entlassen und mit einem Rede- und Schreibverbot belegt wurde.

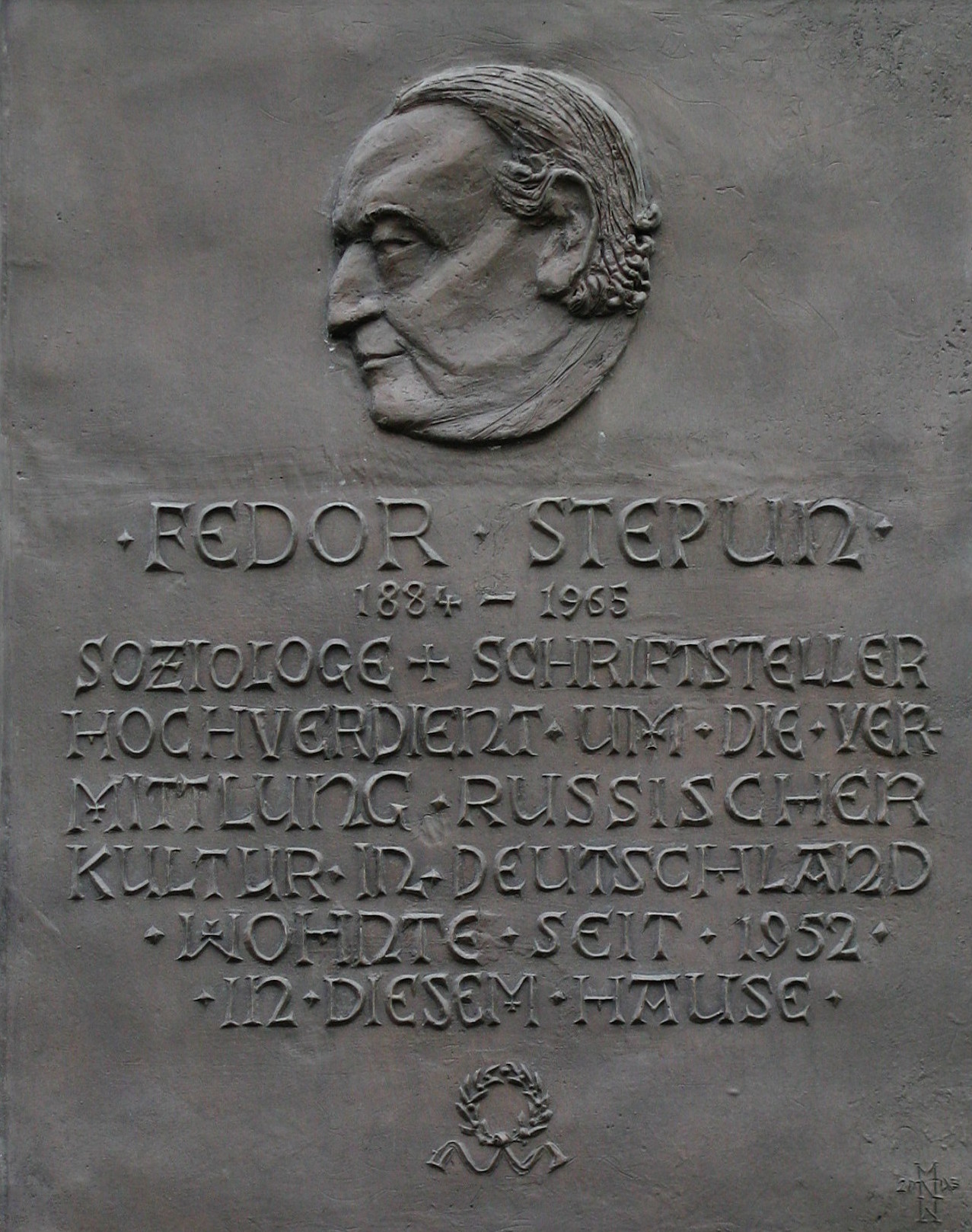
Gedenktafel an dem Haus in München-Schwabing, in dem Stepun seit 1952 wohnte

Stepun blieb in Deutschland (Dresden und Rottach) und schrieb während der Kriegsjahre seine Memoiren.
Im Oktober 1946 wurde er an der Ludwig-Maximilians-Universität München Honorarprofessor für russische Geistesgeschichte. Er lehrte bis 1964 und entfaltete zudem eine rege Vortragstätigkeit, besonders in der Schweiz und in Skandinavien, aber auch für deutsche Rundfunksender. Beim 10. Deutschen Soziologentag 1950 in Detmold war Stepun neben Helmut Schelsky Hauptreferent.
Der orthodoxe Stepun, nach dem alle Erfassung der Wirklichkeit darauf gerichtet sein müsse, die Richtigkeit der Tatsachen festzustellen, in allen Urteilen die Gerechtigkeit zu suchen, nach der Stimmigkeit in der Vielfaltigkeit der Erkenntnisse und Erfahrungen zu trachten und nach der Wahrheit zu suchen, sah das Christentum von allen Weltreligionen als die an, der am meisten die Synthese von Glauben und Wissenschaft gelungen sei.
Stepun wurde auf dem Nordfriedhof in München beigesetzt.

## Darstellung Stepuns in der bildenden Kunst
- Hanna Hausmann-Kohlmann: Fedor Stepun (1941, Scherenschnitt)[4]

## Werke (Auswahl)
- Das autobiografische Werk Vergangenes und Unvergängliches, welches er selbst ins Deutsche übersetzte, ist als dreibändiges Werk erschienen. Außerdem gibt es eine von ihm gekürzte einbändige Version unter dem Titel Das Antlitz Rußlands und das Gesicht der Revolution, welche im Kösel-Verlag in der Reihe Die Bücher der Neunzehn im Jahr 1961 erschien.
- Die Liebe des Nikolai Pereslegin. Übersetzung Käthe Rosenberg. 1928 war das erste Buch des Verlegers Carl Hanser.
- Theater und Kino. Bühnenvolksbundverlag, Berlin 1932
- Wie war es möglich? Hanser, München 1929
- Dostojewskij. C. Pfeffer, Heidelberg 1950
- Weichet nun, betrübte Schatten!. Artikel im Rheinischen Merkur (1952); in: Buch der Freundschaft. Zenta Maurina zum 70. Geburtstag, Maximilian Dietrich Verlag, Memmingen 1967, S. 38–42
- Die Objektivitätsstruktur des soziologischen Erkenntnisaktes. In: Carl Brinkmann (Hrsg.): Soziologie und Leben. Tübingen/Stuttgart 1952.
- Theater und Film. Hanser, München 1953
- Der Bolschewismus und die christliche Existenz. Kösel, München 1959; erweiterte Auflage. München 1962.
- Fulfilled and Unfulfilled. – New York, Chekhov Publishing House, 1956; London, Overseas Publications Interchange, 1990.
  - dt. Ausgabe: Vergangenes und Unvergängliches. – Kösel, München, 1960
- Dostojewskij und Tolstoj. Hanser, München 1961
- Als ich russischer Offizier war. Kösel, München 1963 (Neuausg.)
- Mystische Weltschau. Hanser, München 1964